# André Pézard
André Pézard, né le 22 juin 1893 à Paris 11e et mort le 26 août 1984 à Sault (Vaucluse), est un traducteur et professeur italianiste. Ses travaux, principalement ses traductions, ont marqué les recherches sur Dante et son époque.

## Biographie
Fils d'instituteurs, André Pézard fait des études classiques à Paris au lycée Montaigne puis au lycée Louis-le-Grand. Reçu à l’École normale supérieure le 25 juillet 1914, il est mobilisé dès le 10 août de cette même année. Au front à partir du 26 janvier 1915 comme sous-lieutenant puis comme lieutenant d'infanterie, il fait les campagnes de Vauquois en Argonne et de la Somme. Blessé le 20 septembre 1916, il reçoit la Croix de guerre avec deux citations ainsi que la Légion d’honneur pour faits de guerre.
Dès 1918, il donne sous le titre Nous autres à Vauquois un témoignage sur la vie rude de la troupe durant la Première Guerre mondiale. Ce récit, réédité en 2016, est la relation au jour le jour des combats sans merci, des souffrances et de la mort de certains de ses camarades. Le livre est considéré comme le chef-d'œuvre de la littérature de témoignage sur la guerre des tranchées, un essai de traduction entre le vécu, le souvenir et leur expression écrite, qui prépare l'auteur à sa carrière future. 
Bien que toujours mobilisé, il reprend ses études à l'École normale supérieure et à la Sorbonne. Agrégé d'italien en 1919, c’est à Avignon puis à Lyon qu’il enseigne pendant plus de dix-sept années.
Le 10 mars 1945, André Pézard devient docteur ès lettres : sa thèse consacrée à Dante Alighieri, « Dante sous la pluie de feu », représente une nouvelle interprétation du chant XV de l'Enfer et fait de lui un spécialiste de renommée internationale. En 1931, il avait publié l'intégrale de la Vita Nova, qu’il réédite en 1953 dans sa nouvelle traduction.
En décembre 1953, il est élu à l'académie des Sciences, Belles-Lettres et Arts de Lyon. 
Professeur à la faculté de Lyon, il est élu en 1951 au Collège de France. Il occupe la chaire de littérature et civilisation italiennes laissée vide par Auguste Renaudet et reprend ainsi la tradition remontant à Edgar Quinet qui avait dédié à l'Italie les cours de ses deux premières années. Il professe au sein de cette institution jusqu’en 1963 et peut se livrer tout entier à ses recherches sur Dante, auxquelles il consacre la plupart de ses cours (le premier a pour thème le mythe d'Ulysse dans l’œuvre dantesque).
En 1965, après douze années de travail, André Pézard publie dans la collection de La Pléiade la traduction des œuvres complètes de Dante, avec commentaires. Il s'agit de la première traduction intégrale en français des textes du poète florentin. Le retentissement est énorme et la traduction est à l'époque qualifiée de « prodigieuse », une sorte de « folie » selon les paroles d’André Pézard lui-même. Considéré comme le meilleur italianiste de sa génération, il reçoit de multiples distinctions en Italie, parmi lesquelles une élection à l'Académie des Lyncéens (l'équivalent du Collège de France).
Parallèlement à ses recherches sur l'œuvre dantesque, André Pézard s'intéresse à d'autres aspects de la littérature italienne et publie des articles sur Pétrarque, Boccace, l'Arioste, Leopardi, Carducci, D'Annunzio, Lionello Fiumi.
Il poursuit inlassablement son œuvre jusqu'à la fin de sa vie : en 1975, il publie en Italie Tant que vienne le Veltre. Enfer 1, 100-111, et en 1983 son dernier article sur « Dante et l'Apocalypse de Carpentras » dans les Archives d’histoire doctrinale et littérature du Moyen Âge.
André Pézard s'éteint en 1984 à l’âge de 91 ans. Son épouse est décédée accidentellement en 1959. Sa fille, Fanette Roche-Pézard (1924-2009), était une historienne d'art spécialiste de l'Italie.

### Prix et distinctions
- Président d'honneur de la « Dante Alighieri »
- Président de la Société d'études dantesques
- Président de la Société des études italiennes (Association des professeurs d'italien)
- Officier de la Légion d'honneur (1953)
- Commandeur de l'Ordre des Palmes académiques
- Croix de guerre 1914-1918
- Commandeur de l'Ordre du Mérite de la République italienne (1954)
- Grand officier de l'Ordre du Mérite de la République italienne (1967)
- Medaglia d’oro del Presidente della Repubblica Italiana (1966)
- Premio internazionale Galileo Galilei per la storia letteraria italiana (Pisa, 1973-1974)
- Docteur honoris causa de l’université de Turin (1964)
- Docteur honoris causa de l’université de Florence (1965)
- Membre de l’Académie des inscriptions et belles-lettres (1970)
- Correspondant de l'Accademia della Crusca (Florence) (1971)
- Correspondant étranger de l'Académie des Lyncéens (Rome) (1972)

## Principaux  ouvrages  et  articles
- 1918 : Nous autres à Vauquois, La Renaissance du livre. Nombreuses rééditions en 1930, 1974, 1992, 2001, la dernière chez La Table Ronde, Paris, 2016, avec une préface de Michel Bernard et une postface de Jean Norton Cru.
- 1930 : Grammaire italienne, Paris, Hatier, Manuel du Langage Vivant
- 1940 : Le Convivio de Dante : sa lettre, son esprit, Paris, Les Belles Lettres
- 1950 : Contes et légendes de Provence, Paris, Fernand Nathan, coll. « Contes et légendes de tous les pays », série : « Provinces de france », illustrations : Henri Dimpre; réédition : 1958; réédition : illustrations : Georges Beuville, 1961, 1963, 1969
- 1950 : Dante sous la pluie de feu : Enfer, chant 15, Paris, J. Vrin
- 1953 : Dante Alighieri, 1265-1321 Vita Nova ; traduction nouvelle avec notes et appendices, Paris, Nagel
- 1957 : L'Évolution lyrique de Lionello Fiumi, Napoli, Ed. di Realtà
- 1963 : « La hiérarchie des clercs, des preux et des justes », Annales du Collège de France
- 1965 : Dante Alighieri, 1265-1321. Œuvres complètes / Dante ; traduction et commentaires, Paris, Gallimard
- 1974 : Nous autres, à Vauquois : 1915-1916, publié par le Comité national du souvenir de Verdun, Paris
- 1975 : Dans le sillage de Dante, avec index, Société d’études italiennes, Paris
- 1978 : Tant que vienne le Veltre,  Alberto Tallone Editore, Alpignano, Torino
- 1984 : Dante, œuvres complètes, traduction, notes, appendices, Bibliothèque de la Pléiade, éd. refondue
- 1984 : « Dante et l'Apocalypse de Carpentras », Archives d'histoire doctrinale et littéraire du Moyen Âge, Vrin

### Fonds André Pézard
Une partie des archives d'André Pézard a été conservée à l'IMEC de Caen de 2001 à 2012. L'ensemble du fonds a été réuni en 2012 aux Archives nationales sous la cote 691AP. Il regroupe l'ensemble des papiers témoignant des activités de Pézard italianiste, enseignant, membre éminent de nombreuses sociétés savantes, mais aussi ses archives personnelles : correspondance, journaux intimes, poèmes et textes inédits.